# Gornje Vranovce
Gornje Vranovce (izvirno srbsko Доње Врановце) je naselje v Srbiji, ki upravno spada pod Občino Lebane; slednja pa je del Jablaniškega upravnega okraja.

## Demografija
V naselju, katerega izvirno (srbsko-cirilično) ime je Доње Врановце, živi 273 polnoletnih prebivalcev, pri čemer je njihova povprečna starost 44,2 let (43,7 pri moških in 44,6 pri ženskah). Naselje ima 80 gospodinjstev, pri čemer je povprečno število članov na gospodinjstvo 4,14.
To naselje je, glede na rezultate popisa iz leta 2002, večinoma srbsko, a v času zadnjih treh popisov je opazno zmanjšanje števila prebivalcev.
|  |

| Demografija | Demografija     | Demografija     |
| Leto        | Št. prebivalcev | Št. prebivalcev |
| ----------- | --------------- | --------------- |
|             |                 |                 |
|             |                 |                 |
|             |                 |                 |
|             |                 |                 |
| 1948        | 439             |                 |
| 1953        | 448             |                 |
| 1961        | 439             |                 |
| 1971        | 406             |                 |
| 1981        | 395             |                 |
| 1991        | 369             | 369             |
| 2002        | 332             | 331             |
|             |                 |                 |

| Etnična sestava po popisu iz leta 2002 | Etnična sestava po popisu iz leta 2002 | Etnična sestava po popisu iz leta 2002 | Etnična sestava po popisu iz leta 2002 | Etnična sestava po popisu iz leta 2002 |
| -------------------------------------- | -------------------------------------- | -------------------------------------- | -------------------------------------- | -------------------------------------- |
| Srbi                                   | Srbi                                   |                                        | 310                                    | 93,65%                                 |
| Romi                                   | Romi                                   |                                        | 21                                     | 6,34%                                  |
| Neznano                                | Neznano                                |                                        | 0                                      | 0,0%                                   |